# 池田矼
池田矼（いけだばし）は、沖縄県宮古島市（旧下地町）の崎田川に架かるアーチ橋である。1977年7月1日に沖縄県の史跡に指定されており、日本百名橋の番外のひとつでもある。池田橋とも表記される。

## 概要
琉球石灰岩をアーチ型に積み上げて造った石灰岩アーチ橋で、先島諸島ではその唯一の例である。すぐそばに国道390号の崎田橋がある。

## 歴史
忠導氏や河充氏正統の家譜によると、明朝の正徳年間（1506年-1521年）に、仲宗根豊見親の命により、平良と下地の間にあった湿地帯の通行の難渋を解消するために、平良から洲鎌、上地、与那覇に通じる道の一部である下地矼道（しもじばすうんつ）とともに造られたとされる。ただし、これらの家譜が整備されたのは、橋が架けられたとされる正徳年間から約200年後の18世紀中頃である。
この年代に間違いがなければ池田矼は現存する日本最古の石橋であるとする資料もあるが、那覇市にある末吉宮磴道橋（川ではなく通路上に架かる跨道橋である。）は1456年、同じく那覇市にある天女橋、龍淵橋は1502年に架橋されており、池田矼の架橋はこれらよりも後である。
『雍正日記』には「池田矼、南北長20間、横3間、高サ9尺5寸村北ノ潟陸原ニアリ」と池田矼の記述があることから、遅くとも1727年（雍正5年）には存在していた。また、『宮古島在番記』には、1817年（嘉慶22年）に下地矼道とともに修復したという記述がある。

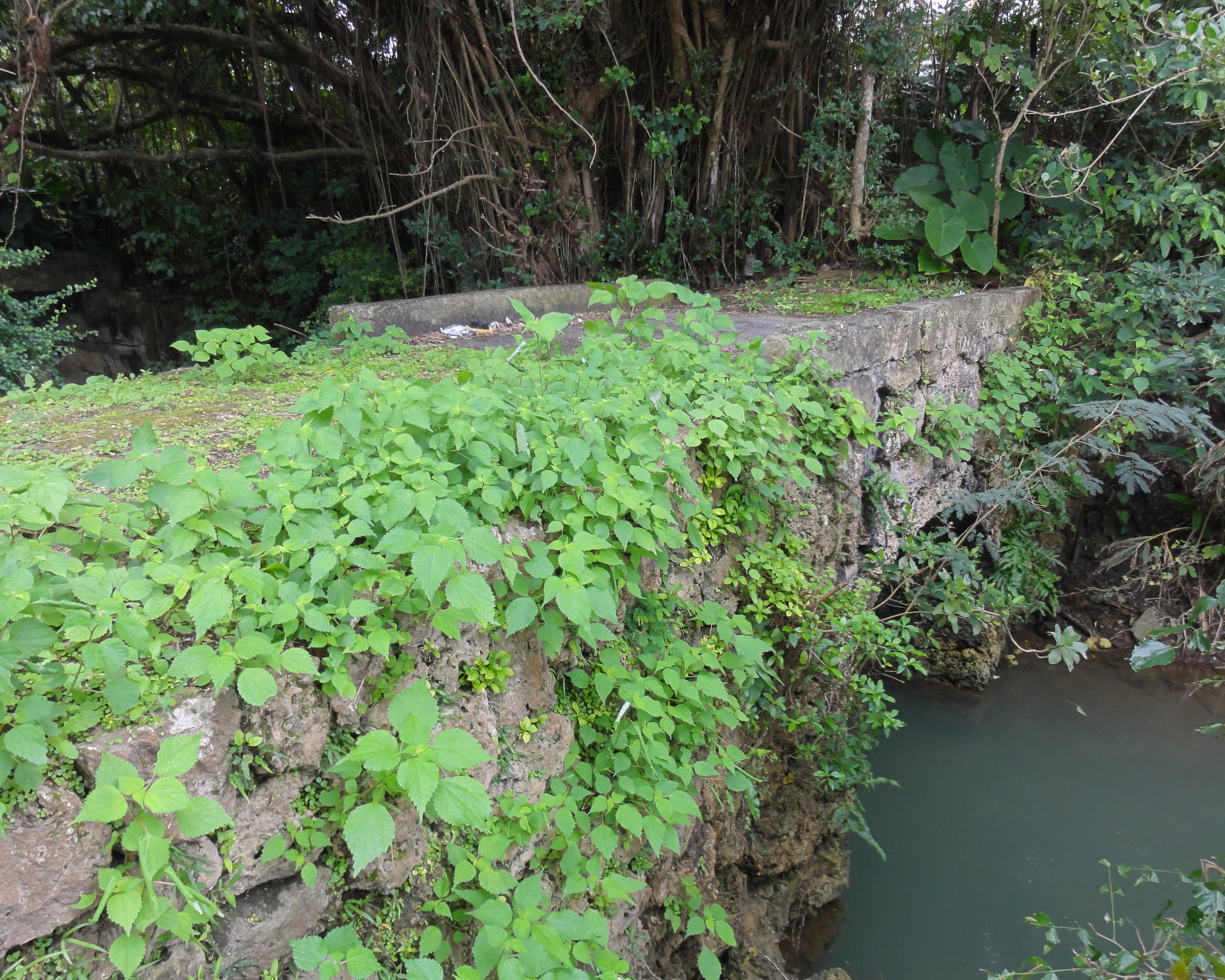
池田矼